# Arvidsjaur (comune)
Arvidsjaur (Árviesjávrrie gielda in Lingua sami) è un comune svedese di 6.505 abitanti, situato nella contea di Norrbotten e nella provincia storica di Lapponia. Il suo capoluogo è la cittadina omonima.

## Società

### Aree urbane e località
Nel comune di Arvidsjaur si hanno le seguenti aree urbane e località:
- Tätort / Area urbana o località: Arvidsjaur, Glommersträsk, Moskosel;
- Småort / Località minore: Abborrträsk, Lauker, Auktsjaur, Järvträsk;
- Övriga orter / Altre località: Abraur, Baktsjaur, Ljusträsk, Södra Sandträsk.

| N. | Nome          | Status                          | Popolazione 2012 | 2005 | 2000 | 1995 | 1990 | 1980 | 1975 | 1970 | 1965 | 1960 |
| -- | ------------- | ------------------------------- | ---------------- | ---- | ---- | ---- | ---- | ---- | ---- | ---- | ---- | ---- |
| 1  | Arvidsjaur    | Centralort / Località centrale  | 4.644            | 4644 | 4735 | 5087 | 5260 | 4903 | 4194 | 3541 | 3189 | 2908 |
| 2  | Glommersträsk | Tätort / Area urbana o località | 306              | 306  | 320  | 370  | 409  | 430  | 422  | 516  | 601  | 615  |
| 3  | Moskosel      | Tätort / Area urbana o località | 241              | 297  | 334  | 375  | 363  | 436  | 469  | 501  | 561  | 656  |
| 4  | Abborrträsk   | Småort / Località minore        | 135              | /    | /    | /    | /    | /    | /    | 214  | 230  | 226  |
| 5  | Area rurale   | Glesbygd / Area rurale          | 1157             | /    | /    | /    | /    | /    | /    | /    | /    | /    |

## Amministrazione
Arvidsjaur è un comune governato da un Kommunfullmäktige, corrispondente in Italia al consiglio comunale.

Il Kommunfullmäktige è composto da 31 membri eletti in modo diretto ogni quattro anni.

Il Kommunstyrelsen è il comitato esecutivo della città, corrispondente in Italia alla giunta comunale. Esso è composto da 11 membri, nominati dal Kommunfullmäktige.

Membri del Kommunfullmäktige:
- (S) Partito Socialdemocratico dei Lavoratori di Svezia: 15;
- (C) Partito di Centro: 8;
- (V) Partito della Sinistra: 4;
- (M) Partito Moderato: 2;
- (FP) Partito Popolare Liberale: 1;
- (SD) Democratici Svedesi: 1.

Presidente (Ordförande) del Kommunfullmäktige è Eivor Sandström (SAP).

Membri del Kommunstyrelsen:
- (S) Partito Socialdemocratico dei Lavoratori di Svezia: 4;
- (V) Partito della Sinistra: 2;
- (C) Partito di Centro: 3;
- (M) Partito Moderato: 1.

Presidente (Ordförande) del Kommunstyrelsen, quindi sindaco del comune, è Jerry T. Johansson (SAP).

### Elezioni
Il comune di Arvidsjaur è suddiviso in 6 circoscrizioni elettorali:
- Arvidsjaurs 1
- Arvidsjaurs 2
- Arvidsjaurs 3
- Arvidsjaurs 4
- Glommersträsk
- Moskosel

### Elezioni 2010
Le elezioni amministrative si sono tenute il 19 settembre 2010.
Ecco i risultati:
| Sigla | Partito                            |                                                    | Voti | %     | Seggi |
| ----- | ---------------------------------- | -------------------------------------------------- | ---- | ----- | ----- |
| M     | Moderata Samlingspartiet           | Partito Moderato                                   | 326  | 7,42  | 2     |
| C     | Centerpartiet                      | Partito di Centro                                  | 1081 | 24,62 | 8     |
| FP    | Folkpartiet Liberalerna            | Partito Popolare Liberale                          | 146  | 3,32  | 1     |
| KD    | Kristdemokraterna                  | Democratici Cristiani                              | 8    | 0,18  | 0     |
| S     | Arbetarepartiet-Socialdemokraterna | Partito Socialdemocratico dei Lavoratori di Svezia | 2061 | 46,94 | 15    |
| V     | Vänsterpartiet                     | Partito della Sinistra                             | 585  | 13,32 | 4     |
| MP    | Miljöpartiet de gröna              | Partito Ambientalista i Verdi                      | 76   | 1,73  | 0     |
| SD    | Sverigedemokraterna                | Democratici Svedesi                                | 107  | 2,44  | 1     |
| ÖVR   | Övriga partier                     | Altri partiti                                      | 1    | 0,04  | 0     |
|       |                                    | Totale                                             | 4391 | 100   | 31    |

- Presidente (Ordförande) del Kommunfullmäktige è Eivor Sandström (SAP)[11].
- Presidente (Ordförande) del Kommunstyrelsen, quindi sindaco del comune, è Jerry T. Johansson (SAP)[12].

### Distribuzione storica dei seggi 1938-2010
Assegnazione dei seggi per la composizione del Kommunfullmäktige, nelle elezioni tenutesi tra il 1938 e il 2010.
| Sigla | Partito                            | 2010 | 2006 | 2002 | 1998 | 1994 | 1991 | 1988 | 1985 | 1982 | 1979 | 1976 | 1973 | 1970 | 1966 | 1962 | 1958 | 1954 | 1950 | 1946 | 1942 | 1938 |
| ----- | ---------------------------------- | ---- | ---- | ---- | ---- | ---- | ---- | ---- | ---- | ---- | ---- | ---- | ---- | ---- | ---- | ---- | ---- | ---- | ---- | ---- | ---- | ---- |
| M     | Moderata Samlingspartiet           | 2    | 3    | 3    | 4    | 3    | 5    | 3    | 3    | 3    | 1    | 1    | 2    | 2    | 3    | 3    | 4    | 4    | 3    | 3    | 4    | 4    |
| C     | Centerpartiet                      | 8    | 3    | 4    | 4    | 4    | 5    | 4    | 5    | 6    | 7    | 9    | 7    | 6    | 6    | 5    | 4    | 2    | 2    | 2    | 1    | 1    |
| FP    | Folkpartiet Liberalerna            | 1    | 1    | 2    | 2    | 2    | 3    | 3    | 3    | 2    | 3    | 3    | 3    | 4    | 5    | 5    | 5    | 6    | 6    | 6    | 3    | 3    |
| KD    | Kristdemokraterna                  | 0    | 0    | 0    | 0    | 2    | 2    | 1    | 1    | 1    | 1    | 1    | 1    | 1    | 1    | 0    | 0    | 0    | 0    | 0    | 0    | 0    |
| S     | Arbetarepartiet-Socialdemokraterna | 15   | 20   | 17   | 22   | 24   | 21   | 25   | 24   | 25   | 23   | 21   | 21   | 22   | 17   | 20   | 19   | 20   | 20   | 15   | 14   | 12   |
| V     | Vänsterpartiet                     | 4    | 4    | 4    | 8    | 5    | 5    | 5    | 5    | 4    | 5    | 6    | 7    | 6    | 8    | 7    | 8    | 8    | 9    | 14   | 8    | 10   |
| MP    | Miljöpartiet de gröna              | 0    | 0    | 1    | 1    | 1    | 0    | 0    | 0    | 0    | 0    | 0    | 0    | 0    | 0    | 0    | 0    | 0    | 0    | 0    | 0    | 0    |
| SD    | Sverigedemokraterna                | 1    | 0    | 0    | 0    | 0    | 0    | 0    | 0    | 0    | 0    | 0    | 0    | 0    | 0    | 0    | 0    | 0    | 0    | 0    | 0    | 0    |
| APK   | Sveriges Kommunistiska Parti       | 0    | 0    | 0    | 0    | 0    | 0    | 0    | 0    | 0    | 1    | 0    | 0    | 0    | 0    | 0    | 0    | 0    | 0    | 0    | 0    | 0    |
| ÖVR   | Övriga partier                     | 0    | 0    | 0    | 0    | 0    | 0    | 0    | 0    | 0    | 0    | 0    | 0    | 0    | 0    | 0    | 0    | 0    | 0    | 0    | 0    | 0    |
|       | Totale                             | 31   | 31   | 31   | 41   | 41   | 41   | 41   | 41   | 41   | 41   | 41   | 41   | 41   | 40   | 40   | 40   | 40   | 40   | 40   | 30   | 30   |

## Galleria d'immagini

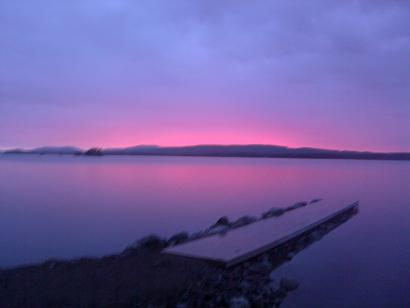
Lago Arvidsjaursjön
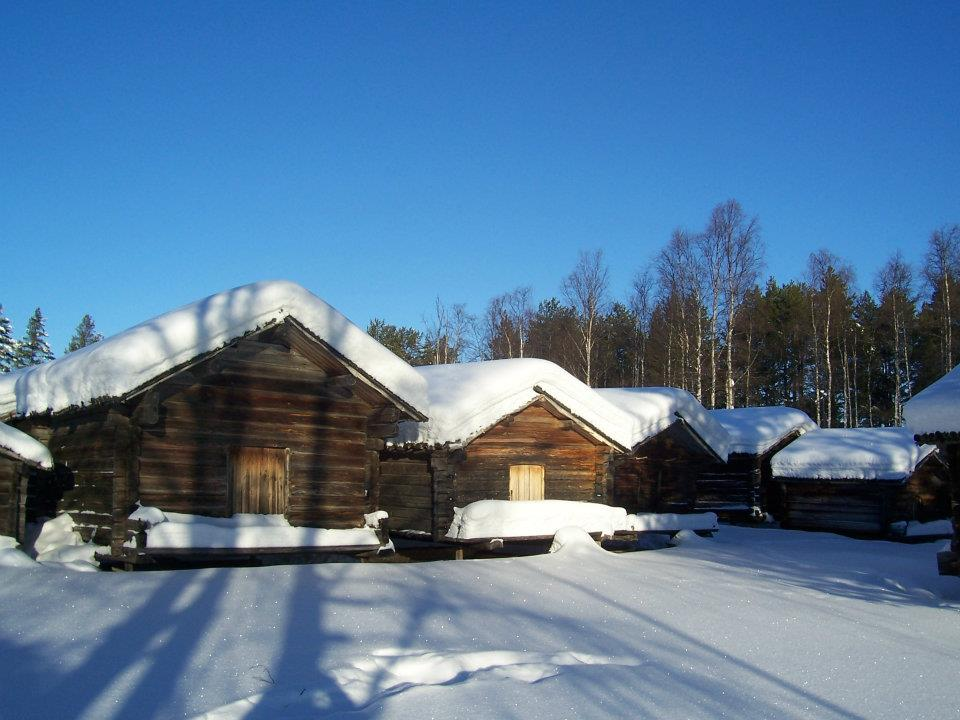
Lappstaden
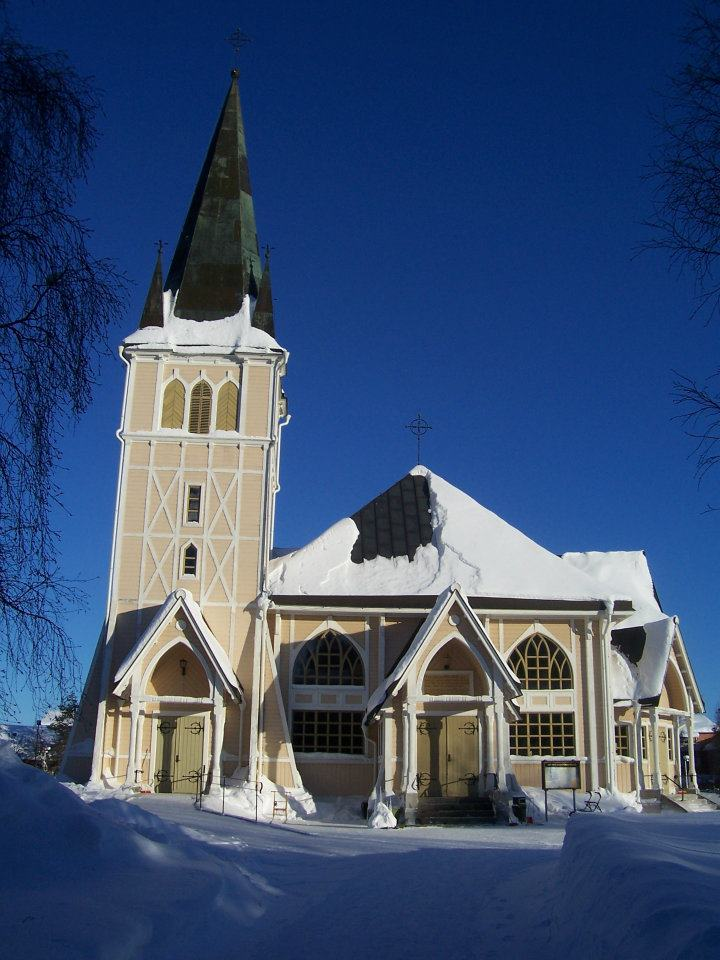
Chiesa
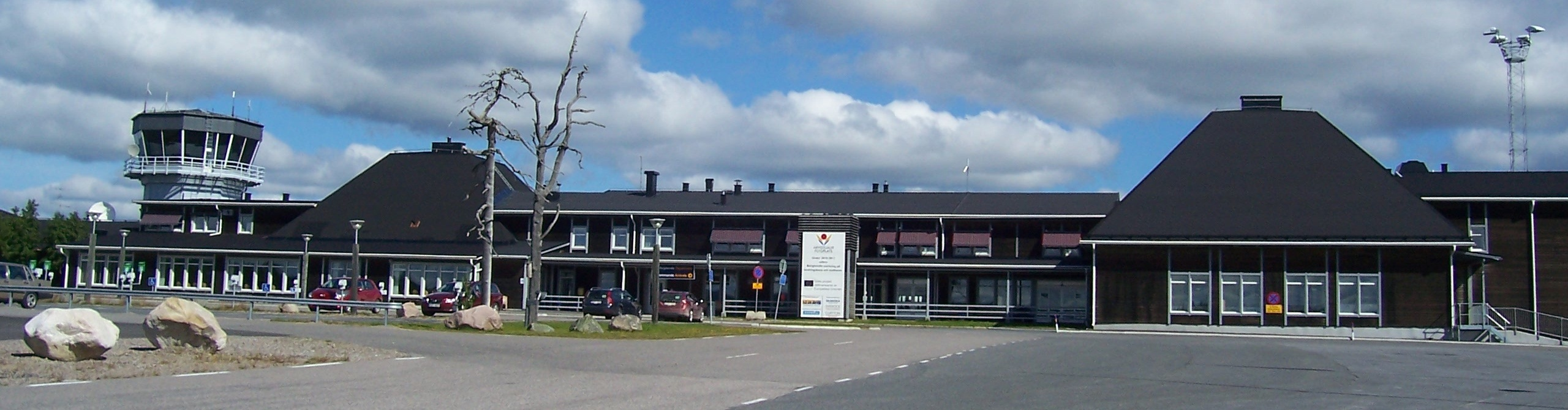
Aeroporto
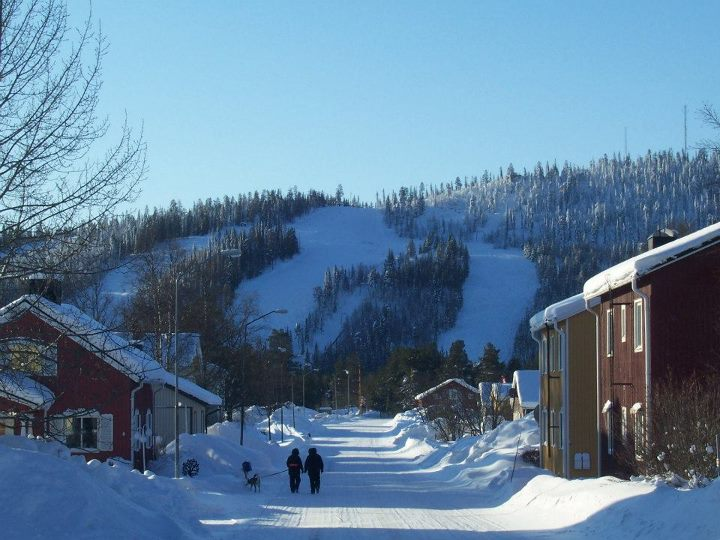
Prästberget
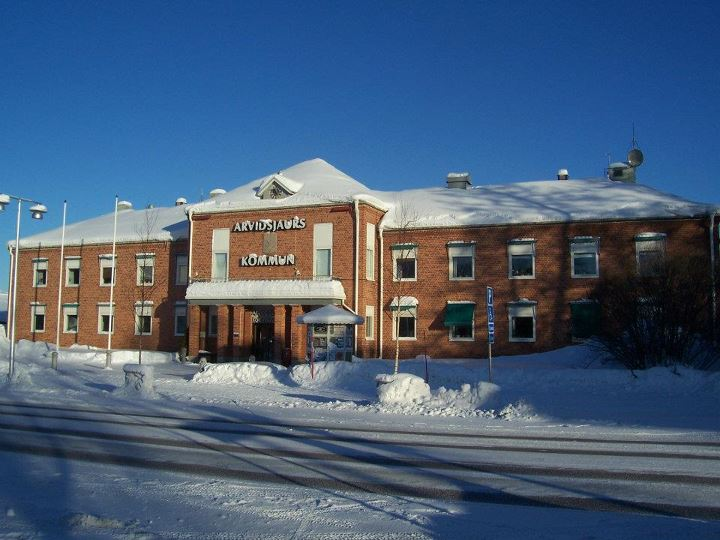
Municipio